# Adrienne d'Heur
Adrienne d’Heur (environ 1585 – 11 septembre 1646) est une femme dénoncée, jugée et condamnée durant la chasse aux sorcières qui sévit en France du XIIe siècle au XVIIe siècle.

## Son procès
Adrienne d'Heur est orfèvre à Montbéliard, veuve de Pierre Bacqueson, quand ses voisins la dénoncent comme une sorcière, en particulier à cause de sa vie sexuelle jugée trop débridée pour l’époque.  Elle est incarcérée le 10 août 1646.  Mais à la différence d’un grand nombre de ces femmes, souvent de condition très modeste, envoyées au bûcher pour hérésie, elle est non seulement intelligente mais relativement cultivée.
L’interrogatoire commence le 14 août. Elle tient trois jours sous la question des inquisiteurs qui tentent de lui faire avouer son pacte avec le diable. Elle indique à ses interrogateurs avoir été violée à plusieurs reprises par son frère à l'âge de 12 ans.Quand  on lui demande si elle croit aux sorciers, par exemple, elle sait que si elle dit non, on l’accusera de ne pas croire au diable, donc de s’opposer au dogme de l’église et si elle répond oui, on lui demandera d’où elle tient cette certitude suspecte : connaîtrait-elle donc des sorciers ? Elle répond donc qu’elle croit aux sorciers… parce que la Bible en parle. Ces réponses, et sa détermination à clamer son innocence, obligent les accusateurs à recourir à d’autres méthodes le quatrième jour.
On l’accuse alors, devant 32 témoins, de la mort subite d’un nourrisson qui aurait reçu un morceau de pain de ses mains, de la cécité d’un homme, de l’épuisement d’une vache, de l’absence d’œufs dans une basse-cour pendant plusieurs jours, de la mort d’un cheval, de la tentative d’enlèvement d’un jeune enfant, d’être entrée par le portail de certaines propriétés et d’y avoir poussé des cris lugubres. 
Le 31 août de l’année 1646, les inquisiteurs lui firent subir le test de l’aiguille d’argent, par lequel il s’agit de trouver une zone diabolique dans le corps, un point parfois minuscule qui resterait insensible à la douleur, la marque de Satan. Ce point fut trouvé chez Adrienne au milieu du dos, en dessous d’une omoplate. On y laissa l'aiguille enfoncée « l'espace de plus d'un demi-quart d'heure » sans qu'elle « en aille témoigner, ressentir aucune douleur », ni que « la dicte marcque eût jetté aulcung sang ». Elle nia que cela fût le signe d’un pacte avec le diable. Elle fut alors soumise à la torture jusqu’à ce qu’elle avoue. 
Elle avoue alors que la cause de son malheur, outre le fait d'avoir été violée par son frère, est d'avoir été mariée à un homme qu'elle n'aimait pas, et qu'il lui était venu à l'idée de l'empoisonner.

Elle avoue avoir été emmenée par le diable au sabbat, que des femmes y découpent des enfants qu'elles cuisent ensuite dans un pot, que les gens dansaient et s'accouplaient et évoquent le fait qu'après avoir dansé les diables et les sorcières s'accouplent parfois avec des femmes.
Il y avait aussi des ménétriers au son desquels l’on dansait, les diables avec les femmes et les filles, ayant vu qu’il y en avait avec des coiffes à la mode de ce pays et avec des grandes flocquettes. Elle y a remarqué aussi que l’on dansait les dos contre dos et elle y a eu dansé avec son maître, et après avoir dansé, les diables parfois s’accouplaient avec les femmes et filles et les sorcières avec des femmes.
Elle  est condamnée le 11 septembre 1646 à brûler vive sur un bûcher pour sorcellerie.

## Sources
- Sorcellerie et possession, Guy Bechtel, Grasset, 1972.
- Fanny Bugnon, Michel Porret, Pierre Fournié, Claude Gauvard, Fabrice Virgili, Julie Doyon, Annick Tillier et Philippe Nieto, Présumées coupables, 2016 (ISBN 979-10-95438-22-9, OCLC 961912878).
- Rossignol, Brigitte., Le diable ne dort jamais : XVe – XVIIe siècles, Editions du Tricorne, 1998 (ISBN 2-8293-0180-3 et 978-2-8293-0180-3, OCLC 41375834, lire en ligne)